# 本庄長房
本庄長房（1580年—1643年3月7日）是日本安土桃山時代至江戶時代的初期武將。父親是本庄繁長。

## 生平
在天正8年（1580年）出生，家中三男。文祿2年（1593年），成為上杉家家老直江兼續的養子，改名為直江與次郎。翌年（1594年），在兼續的兒子（後來的景明）出生後，與兼續解除父子關係，於是返回本家。慶長17年（1612年），在成為兼續的婿養子的本多政重從上杉家中，歸返加賀藩的前田利常之下後，得到上杉氏允許，與政重的夫人阿虎等一同跟隨政重，前往加賀仕於政重（在加賀本多家中，有半數以上是上杉、直江家臣出身，可見上杉家失去了許多人材）。在加賀藩中，擔任鐵砲組頭，領有祿高1千8百石。慶長20年（1615年），在大坂之役中，因為戰功而加增5百石。
寬永14年（1637年），在兼續的正室阿船死去後，答應第2代米澤藩藩主上杉定勝的請求，帶同妻兒返回上杉家。途中，在武藏國品川出家，號如雲。此後，寄身於繼任家督的弟弟重長擔任城代的福島城，奉祿是6十人扶持。在寬永20年（1643年）1月17日死去。享年64歲。

## 子孫
長女嫁予武田勝信（上杉景勝的正室菊姬的姪兒）。長男信重領有5百石，後來繼承鮎川氏。次男吉秀領有3百石。

## 外部連結
- 武家家伝＿本庄氏 （页面存档备份，存于）